# سد پنگشوی
سد پنگشوی (به لاتین: Pengshui Dam) یک سد قوسی و نیروگاه برقابی در چین است.